# Nain (Donjons et Dragons)
Pour les articles homonymes, voir Nain.
Les nains sont, dans le jeu de rôle Donjons et Dragons, des créatures humanoïdes naturelles d'alignement loyal bon. Ils forment l'une des races primaires valables pour les personnages joueurs. Les nains incluent des sous-espèces qui peuvent être d'autres alignements : les duegars, les nains des collines, et les nains des montagnes.

## Histoire

### Donjons et Dragons (1974-1976)
Les nains apparaissent d'abord comme classe de personnage jouable dans la première édition de Donjons et Dragons (1974).

### Advanced Donjons et Dragons (1977-1988)
Les nains réapparaissent comme personnages jouables dans le Player's Handbook original de 1978, et dans le manuel des monstres original en 1977. Un certain nombre de sous-races de nains ont été présentées dans Unearthed Arcana en 1985.

### Donjons et Dragons (1977-1999)
Le nain est à nouveau une race jouable dans l'original Dungeons & Dragons Basic Set en 1977.

### Advanced Donjons et Dragons seconde édition (1989-1999)
Le nain des collines est une classe de personnages dans la seconde édition du manuel des joueurs en 1989 et il réapparait dans le Monstrous Compendium Volume Two en 1989. Ils sont détaillés comme race dans les Royaumes oubliés dans le Dwarves Deep en 1990, et bon nombre de détails concernant les diverses races de nains sont exposés dans The Complete Book of Dwarves en 1991.

### Donjons et Dragons troisième édition (2000-2007)
Les nains se retrouvent parmi les races jouables dans la troisième édition du manuel des joueurs en 2000 et dans l'édition révisée 3.5. Les nains sont inclus aux races détaillées dans Races of Stone en 2004.

### Donjons et Dragons quatrième édition (2008-)
Les nains font à nouveau partie des personnages jouables dans la quatrième édition du manuel des joueurs, en 2008, on les retrouve dans le manuel des monstres de la même année, incluant le dwarf bolter et le dwarf hammerer.

## Description

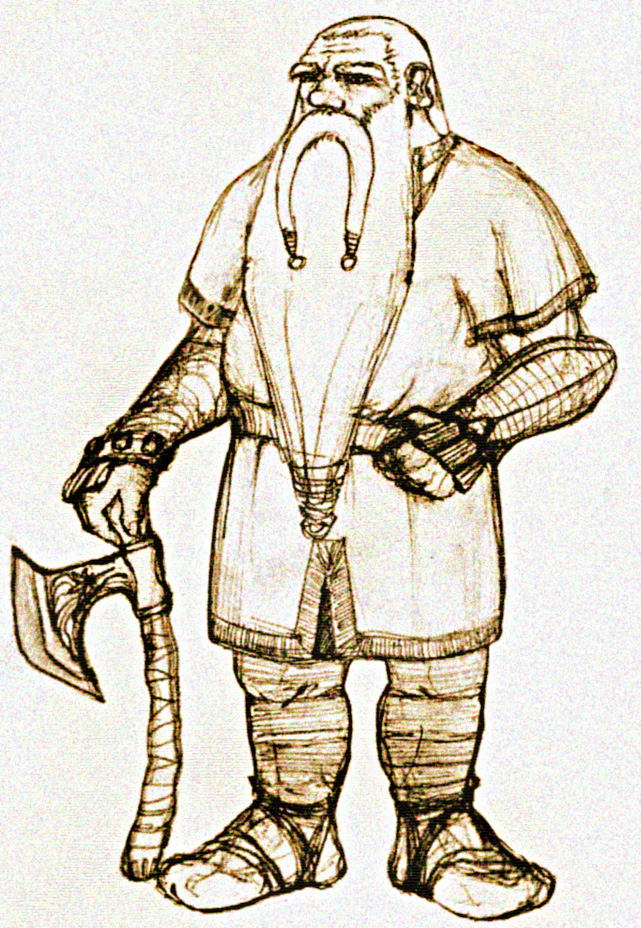
Représentation commune d'un nain dans les jeux de rôle.

Les nains sont des personnages de petite taille, trapus, d'environ 1 mètre 40 pour 70 kg et 70 cm de large. Ils portent de longues barbes. Leur peau et leurs cheveux peuvent prendre les mêmes couleurs que ceux des humains. Têtus mais pratiques, ils aiment la bonne chère et les boissons fortes. Par-dessus tout, ils adorent l'or, les bijoux et les gemmes. Ce sont de rudes guerriers, résistants à la magie (dans AD&D et D&D version 3). Ils bénéficient de l’infravision permettant de détecter les ondes de chaleur (AD&D), ou de la vision nocturne qui leur permet de voir dans l'obscurité totale sur une distance de 18 m (D&D version 3). Ils détestent les gobelinoïdes, les orques et les géants (contre lesquels ils ont certains bonus, D&D version 3). Il existe une certaine animosité entre eux et les elfes, malgré le fait que les deux races soient généralement bienveillantes. 
Ils sont souvent des mineurs émérites ou d’excellents forgerons, peuvent détecter les pièges mécaniques liés à la pierre, des murs pivotants, des passages en pente et des constructions récentes en rapport avec la roche. La sagesse d'un nain se mesure à la longueur de sa barbe si bien qu'en cas de désaccord, ils suivent l'avis de celui qui a la plus longue barbe, et donc le plus d'expérience.
Les nains sont doués d'une force extraordinaire et d'une vie plus longue que le commun des mortels, soit environ 250 ans. Ils connaissent les secrets de l'acier et savent forger les meilleures armes. Ils les recouvrent de runes qui augmentent leur efficacité.
Leur arme préférée est un énorme marteau à deux têtes, qui peut être utilisé en le faisant tournoyer dans un sens ou dans l'autre. Le manche est en général très long, décoré de runes magiques qui donnent une force et un courage surhumains à son possesseur (AD&D). À partir de la version 3 de Donjons et Dragons, les nains manient plutôt des haches : ils développent d'ailleurs des modèles plus efficaces que les haches courantes et qu'ils sont généralement les seuls à savoir manier, la hache de guerre naine, ainsi qu'une arme à deux têtes (une lance et une hache) appelée urgrosh nain. Cependant, leur dieu principal, Moradin, manie toujours le marteau de guerre.
Dans toutes les éditions Donjons et Dragons depuis la première les nains ont mauvaises réputation auprès des autres espèces, surtout des elfes.

### Religion
Les nains estiment être eux-mêmes des créations de Moradin. Dans la plupart des campagnes, le panthéon nain compte Moradin, Abbathor, Berronar Truesilver, Clanggedin Silverbeard, Dugmaren Brightmantle, Dumathoin, Muamman Duathal, et Vergadain.

### Relations avec les autres races
Les nains s'entendent généralement très bien avec les gnomes, considérés comme de proches cousins de ces derniers. Ils acceptent les humains, les demi-elfes et les halflings. Ils détestent les demi-orques et ont du mal à supporter la compagnie des elfes.

## Nains notables
- Bruenor Battlehammer — Roi de Mithril Hall dans Les Royaumes Oubliés. Bruenor reclaimed his homeland from goblins and more sinister denizens of the deep including a mighty shadow dragon he killed single-handedly. Il est un ami proche de Drizzt Do'Urden et le père adoptif de Cattie-Brie et Wulfgar.
- Flint Forgefeu - L'un des héros du monde de Lancedragon. Il fait partie du groupe de Tanis Demi-Elfe.
- Lord Obmi - Bloodthirsty servant of Iuz in the World of Greyhawk setting, and member of the Boneshadow.

## Romans
Les romans notables de l'univers de D&D avec des nains dans un rôle principal incluent :
- Lancedragon
  - Dark Thane par Jeff Crook.
  - Flint the King par Kirchoff and Niles.
  - The Gates of Thorbardin par Dan Parkinson.
  - Gully Dwarves par Dan Parkinson.
  - Stormblade par Nancy Varian Berberick.

- Les Royaumes Oubliés
  - The War of the Spider Queen par RA Salvatore.
  - The Icewind Dale Trilogy par RA Salvatore.

- Greyhawk
  - Artifact of Evil par Gary Gygax (TSR, 1986).